# الهادي بن توركي
الهادي بن توركي (1948الجزائر) هو لاعب كرة قدم جزائري.